# Moresnet
Moresnet Neutral (en esperanto: Neŭtrala Moresneto) fue un pequeño condominio en Europa Occidental que existió entre 1816 y 1921 debido a que sus Estados vecinos no lograban ponerse de acuerdo sobre a cuál de los tres países pertenecía, decidiendo, por tanto, convertirlo en un territorio neutral con soberanía compartida. Tenía 1.5 km de ancho y 5 km de largo, con un área de 3,5 km². Estaba localizado a unos 7 km al sudoeste de Aquisgrán, al sur del punto de frontera común entre Alemania, Bélgica y los Países Bajos, el pequeño monte Vaalserberg.

## Historia
El territorio perteneció a la ciudad imperial libre católica de Aguisgrán, hasta su anexión por Francia en 1795.
Tras las guerras napoleónicas, el Congreso de Viena de 1815 alteró profundamente el mapa de Europa para adaptarse a los equilibrios de poder de la época. Una de las fronteras modificadas fue la que separaba el nuevo reino de los Países Bajos y el reino de Prusia. La mayor parte de la frontera fue pactada de común acuerdo, dado que seguía la frontera tradicional. Sin embargo, cerca de Moresnet se presentó un problema. Entre los pueblos de Moresnet y Neu-Moresnet se encontró la valiosa mina de zinc de Vieille Montagne (en francés) / Altenberg (en alemán). Ambos países presionaban para que este yacimiento quedara dentro de sus fronteras, hasta que en 1816 se encontró una solución: el pueblo de Moresnet estaría en el Reino de los Países Bajos, el de Neu-Moresnet quedaría en Prusia y la zona entre los dos pueblos (el pueblo de Kelmis, La Calamine en francés, en cuyas inmediaciones se encontraba la mina de zinc) sería neutral, estableciéndose una administración conjunta entre los dos países.
El nuevo territorio, de forma aproximadamente triangular, estaba limitado al sur por la carretera entre Aquisgrán y Lieja. La mina se encontraba justo al norte de esa vía. Desde este camino, dos líneas rectas iban hacia el norte, acercándose la una a la otra hasta que finalmente confluían en el monte Vaalserberg. Al separarse Bélgica del Reino Unido de los Países Bajos en 1830, este país tomó los compromisos de los Países Bajos sobre Moresnet, si bien los neerlandeses nunca reconocieron oficialmente esta transferencia. El territorio fue gobernado inicialmente por dos comisionados reales, uno de cada vecino. Más tarde Moresnet obtuvo mayor autonomía al nombrarse un alcalde (nombrado por los comisionados) y un consejo de diez miembros.
La actividad económica de Moresnet Neutral estaba dominada por la actividad de la mina de zinc, que era la mayor fuente de empleos y atrajo a muchos trabajadores provenientes de los países vecinos, si bien la población nunca superó los 3000 habitantes. El carácter neutral de Moresnet traía algunos beneficios: bajos impuestos, ausencia de tarifas de importación desde los países vecinos y un coste de vida más bajo que el de las zonas que lo rodeaban. La mayoría de los servicios (correos, etc.) eran compartidos entre Bélgica y Prusia. Los nacidos en la zona podían escoger dónde realizar el servicio militar y a qué jurisdicción acogerse. Sin embargo, se consideraba que los nativos de Moresnet eran apátridas (no tenían Estado) y por tanto no se permitía la existencia de un ejército.

## Caída
Al agotarse la mina, en 1855, surgieron las dudas sobre la viabilidad económica de Moresnet. Varias ideas fueron propuestas para establecer una entidad independiente, entre ellas la creación de un casino y un servicio postal propio con emisión de sellos. La iniciativa más interesante fue presentada por Wilhelm Molly, quien propuso que Moresnet se convirtiera en el primer país cuya lengua oficial fuera el esperanto y cambiara su nombre a Amikejo ('lugar de amistad'). El himno nacional propuesto llevaba el mismo nombre. Sin embargo, Bélgica y Alemania (como sucesora legal de Prusia) solo aceptaron esta solución de manera temporal y, a partir de 1900, Prusia en particular tomó una actitud más agresiva hacia el territorio y fue acusado de sabotaje y de obstruir los procesos administrativos del enclave a fin de forzar la reversión del territorio. En 1914, durante la Primera Guerra Mundial, Alemania invadió Bélgica y se anexó Moresnet en 1915. En ese momento terminó la neutralidad de Moresnet.
El Tratado de Versalles de 1919 acabó legalmente con sus cien años de neutralidad, decidiendo que Moresnet fuera anexionado por Bélgica el 10 de enero de 1921. Durante la Segunda Guerra Mundial el territorio fue anexionado a Alemania, pero volvió a formar parte del territorio belga a partir de 1944. Este territorio aún existe con el nombre de Kelmis en los cantones orientales de Bélgica.

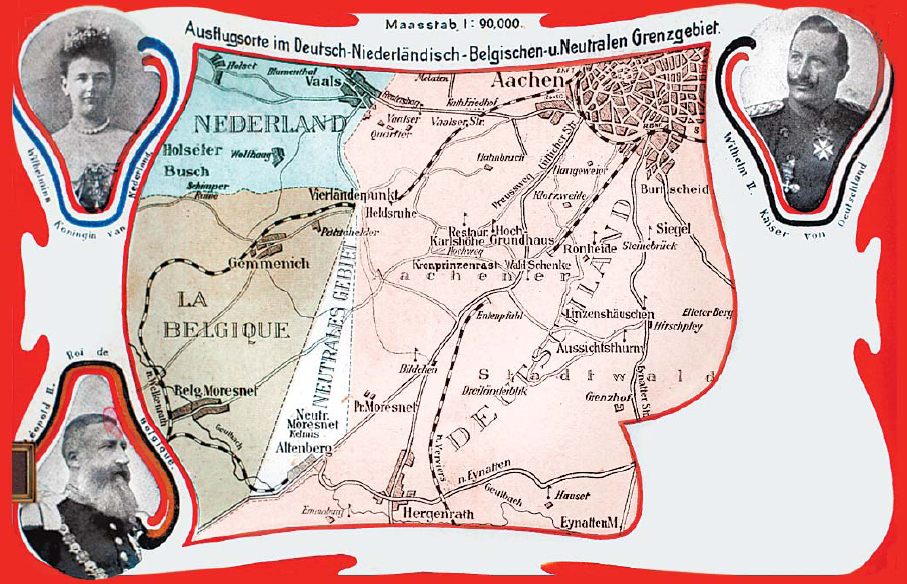
Tarjeta postal de Moresnet.
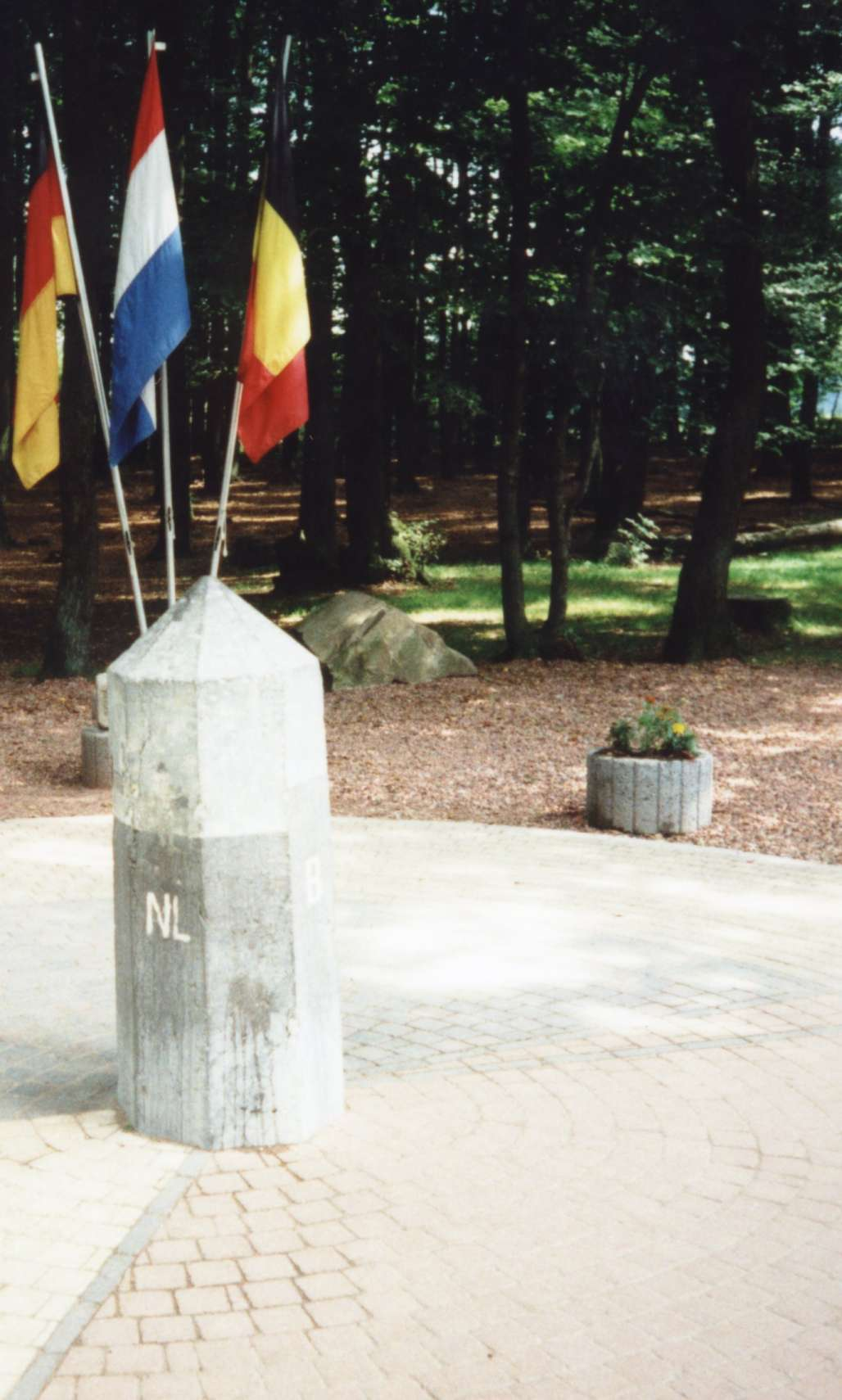
Punto trifinio en Vaalserberg.
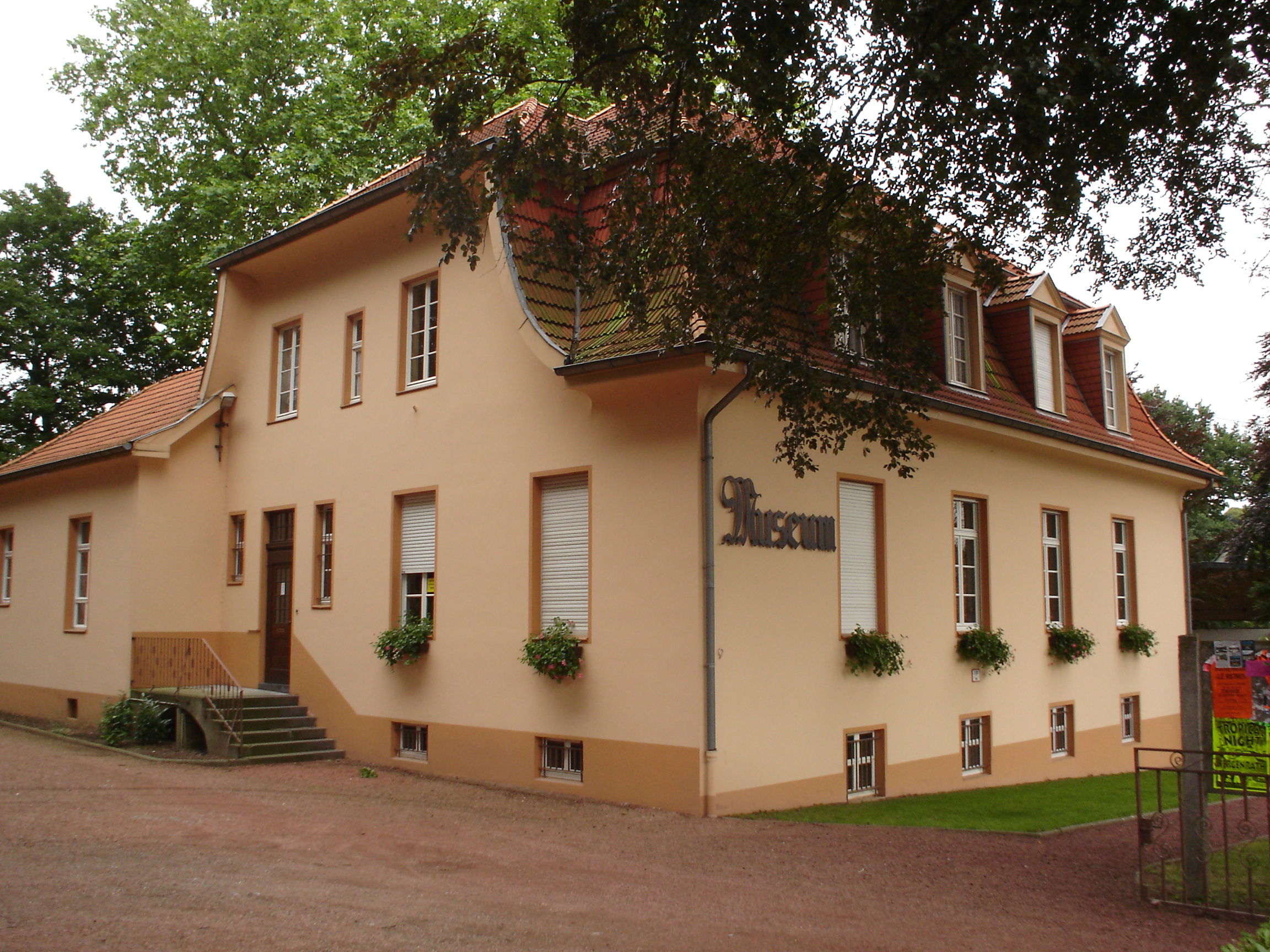
Museo local.
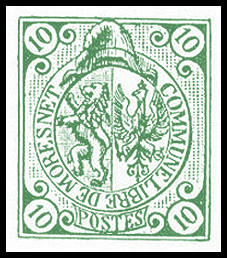
Sello de Moresnet de 1867.